# Edward Norton
Edward Harrison Norton (Boston, Massachusetts, 18 de agosto de 1969) es un actor, guionista, director y productor de cine estadounidense. Ha ganado un Globo de Oro (por Primal Fear / Las dos caras de la verdad) y ha sido nominado en tres ocasiones al Óscar (por Primal Fear, American History X y Birdman).

## Biografía
Norton nació en una familia episcopalina en Boston, pero gran parte de su infancia la pasó en Columbia (Maryland) cerca de Baltimore. Su madre Lydia Robinson "Robin" (Rouse) profesora de lengua inglesa en la escuela secundaria local antes de convertirse en directora de subvenciones educativas en la Fundación Abell, murió de un tumor cerebral en 1997. Para hacer frente al dolor que le provocó la tragedia, Norton preparó una proyección benéfica de Everyone Says I Love You en Baltimore para financiar la investigación del equipo de oncología del Hospital Johns Hopkins, que operó a su madre. Su padre es el prestigioso abogado Edward Mower Norton, que sirvió en Vietnam como teniente de la Infantería de Marina; con el transcurso de los años llegó a ser un abogado ambientalista, y defensor de la conservación de la naturaleza que desarrolló este aspecto sobre todo en Asia; obtuvo el puesto de fiscal federal en la administración del presidente Jimmy Carter. Edward tiene dos hermanos menores, Molly y James. Su abuelo materno era el famoso arquitecto James Wilson Rouse (1914-1996) activista cívico y fundador de The Rouse Company, que desarrolló la ciudad de Columbia, y promovió acciones filantrópicas como cofundador de Enterprise Community Partners, en colaboración de la diligente y emprendedora abuela materna de Norton, Patricia "Patty" Rouse.  También aportó su experiencia en materia de edificación, para poner en marcha varios proyectos, entre ellos, el Inner Harbor en Baltimore, Norfolk's Waterside Festival Marketplace, Gallery at Market East en Philadelphia y Quincy Market en Boston.
Edward decidió dedicarse profesionalmente a la interpretación quizá ya a los 5 años después de ver a su niñera, Betsy True actuar en el musical If I Were A Princess. Al constatar que despertaba tanto su interés y le inspiraba, Betsy le llevó también a Broadway a ver Los miserables, donde ella aparecía como Cosette. Poco tiempo después, a la edad de 8 años, pisó el escenario por vez primera en la representación teatral y musical titulada Annie Get Your Gun interpretando a Little Jake, en la Escuela de Artes Teatrales de Columbia (Maryland) (espacio que supuso un pistoletazo de salida, pues su actuación se repitió después en varias producciones con CCTA y Young Columbians). Su papel consistía en ir sentado en un bote durante la mayor parte de los tres actos, y según testimonian algunas personas presentes entre bastidores, formuló desenvuelto la pregunta: "¿Cuál es mi objetivo en esta escena?" mostrando así una capacidad analítica superior a lo normal en un niño de esa edad.
Se graduó en 1987 en la Wilde Lake High School, y se licenció en historia en la Universidad de Yale, donde también siguió cursos de astronomía, historia de la filosofía oriental y japonesa, y destacó en la práctica del remo. En una entrevista declaró que había elegido esa carrera porque también podía servirle de refuerzo en el mundo del cine.
Edward se dispuso seguidamente a dedicarse a la interpretación a tiempo completo en 1993, siguiendo clases de actuación en la escuela de arte dramático Terry Schreiber Studio (Nueva York) y representando un conjunto de producciones Off Off Broadway Review OOBR, entre las que se contaban Italian American Reconciliation de Jonh Patrick Shanley, y Lovers de Brian Fiel. Norton ha seguido colaborando con el estudio Terry Schreiber, en cuya página web se puede leer esta frase suya: "Hay muchas escuelas para un joven actor que llega a Nueva York. Para mí, encontrar el estudio Terry Schreiber resultó una enorme bendición". Para agradecer las tareas que lo formaron, fue el maestro de ceremonias en la cena de gala Benefit que organizó el propio estudio en 1999, en honor de Betty Buckley, y Roger Berlind, con el premio a la carrera "Life in the Theatre". Un año más tarde, en honor a Eli Wallach y Anne Jackson, Norton se desempeñó como presidente del Comité Honorario. Actualmente forma parte de la Junta Asesora de Terry Schreiber Studio.
Tras pasar por el teatro neoyorquino (actuando para la Signature Theatre Company) logró un debut en el cine, junto a Richard Gere en la película Primal Fear, dirigida por Gregory Hoblit. Gracias a esta película, y a su aportación (puesto que durante la prueba para el papel secundario, se le ocurrió sobre la marcha dotar al personaje de un matiz diferenciador, que consistía en un ligero pero reiterado tartamudeo al hablar) ganó el Globo de Oro y fue nominado al Oscar como mejor actor de reparto, que finalmente se le otorgó a Cuba Gooding Jr.
A partir de este momento Edward participó en varias películas, lo que le convirtió en una persona reconocida en el mundo cinematográfico. Por American History X volvió a ser nominado al Oscar, entonces, en la categoría de mejor intérprete masculino principal, que finalmente quedó en manos de Roberto Benigni por su actuación en La vida es bella. Para encarnar al mordaz "cabeza rapada" Derek Vinyard, tuvo que ganar 13,6 kilogramos de masa muscular, a base de batidos de proteínas, y sesiones de ejercicio físico, de duración prolongada.
Después de 1999, volvió a la pantalla con Brad Pitt, y bajo la dirección de David Fincher, con la película Fight Club, basada en la novela homónima de Chuck Palahniuk, y calificada por los expertos como una de las mejores películas de los 90, que por su contenido de sátira social, se ha considerado una "obra de culto"  lo cual lanzó oficialmente a Norton al ámbito de los actores de A-List. 
En el año 2000, dio inicio a su carrera como director en la película Keeping the Faith, protagonizada por Ben Stiller y Jenna Elfman, en la que también desempeñó su aparición de afable párroco católico y treintañero, graduado en la rama universitaria de Teología. Antes de los créditos, Norton dio un corto homenaje a su madre, Robin Norton, por tener fe en todo el mundo.
Le brindaron la oferta de ponerse en la tesitura de protagonista, en American Psycho. Norton fue la primera opción de Mary Harron, directora y guionista, para interpretar al vanidoso, antropófago, y antihéroe Patrick Bateman, pero cuando supuestamente decidió dejar correr la oportunidad, ella le ofreció el papel a Christian Bale. El estudio de la película, Lions Gate Entertainment, no estuvo muy interesado en esta elección, por lo que contrataron a Leonardo DiCaprio, sugiriéndole que agarrara el relevo. Harron se resignó, contratando entonces a Oliver Stone, debido al conflicto generado, para reemplazarla hasta que finalmente DiCaprio rechazó el papel por temor a que arruinara su estatus de estrella adolescente. Harron volvió a la carga, trayendo a Bale de nuevo.
También participó en películas como The Score, junto a Robert De Niro, Smoochy, donde compartía una peculiar rivalidad con Robin Williams, un pequeño papel en Frida con su exnovia Salma Hayek y películas de más amplitud taquillera como Kingdom of Heaven, interpretando al rey Balduino. En 2003, Paramount Studios obligó a Norton a protagonizar The Italian Job (2003) al amenazar con demandarlo bajo los términos de un contrato de tres películas que había firmado. En consecuencia, Norton se negó a promocionar la publicación de la película. Más tarde se atrevió con una historia independiente, 25th Hour, de Spike Lee, donde su monólogo formaba una parte principal del guion y el cual se convirtió en una de las actuaciones más queridas por los amantes de su cine.

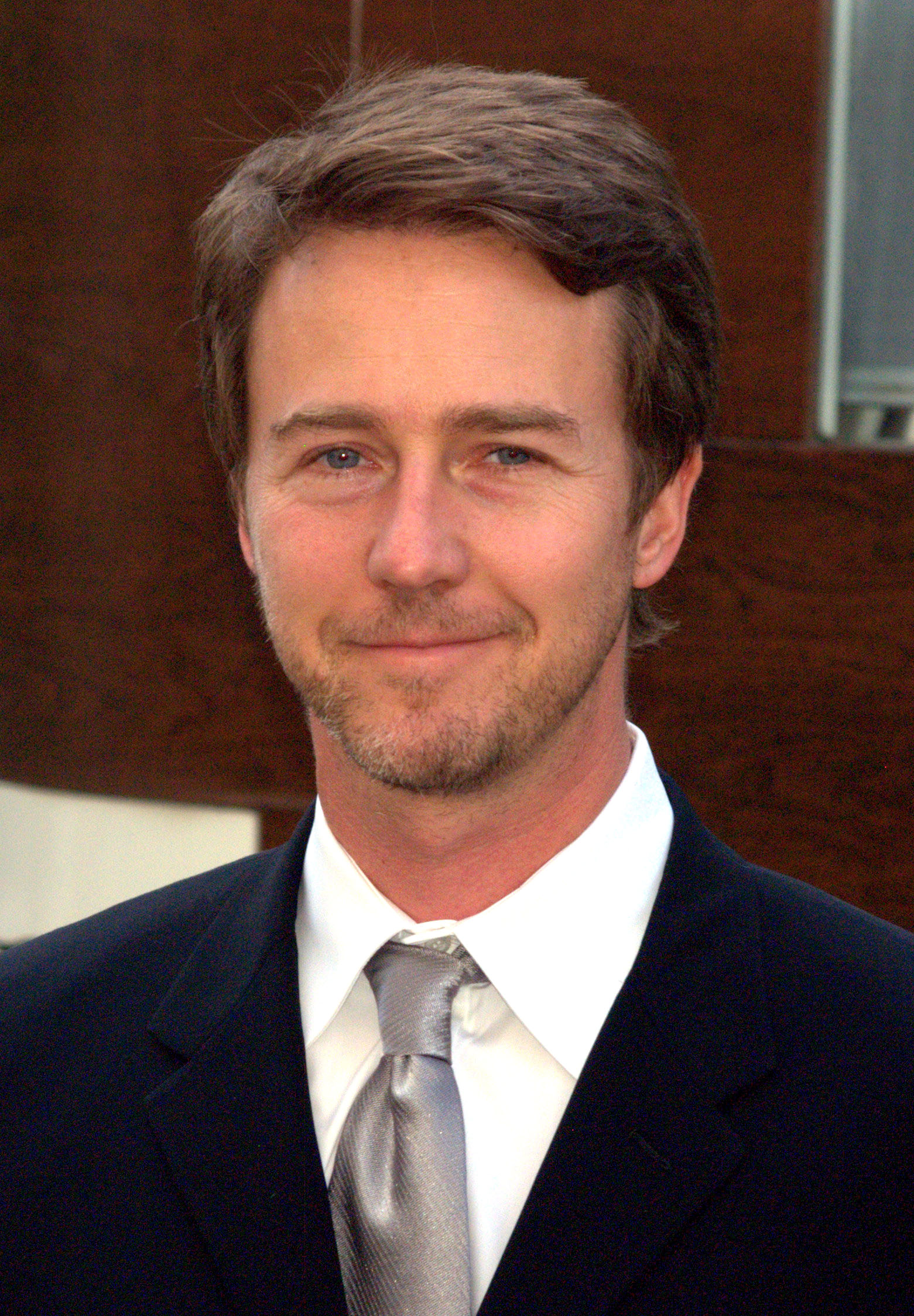
Norton asistiendo a la apertura de la temporada de Metropolitan Opera House, la cual ofreció una presentación de Tosca en el Lincoln Center for the Performing Arts (Nueva York) 21 de septiembre de 2009.

Norton siguió adelante con su carrera cinematográfica, y después de estrenar películas como El Ilusionista, junto a Jessica Biel o The Painted Veil, basada en la adaptación de W. Somerset Maughan que coprotagonizó junto a Naomi Watts, volvió a la gran pantalla con una producción The Incredible Hulk, en la que también participó como guionista. Intentó en vano cambiar el "tono" de la película por lo que tuvo un sinfín de desacuerdos con los productores de Marvel. En su día, no estuvo dispuesto a protagonizar la tercera entrega de Hulk.
Creó en 2007, Class 5 Films en asociación con su hermano Jim Norton, el escritor Stuart Blumberg (con el cual congenió a las mil maravillas, entablando una condescendiente amistad durante su etapa universitaria en Yale) y el productor Bill Migliore. La división de largos de Class 5 ha producido, y producirá películas a través de un acuerdo con Universal Pictures, y la división de documentales producirá películas sobre naturaleza y ciencia. La primera producción de documentales de Class 5 es una película para Outdoor Life Network, The Great Rivers Expedition. Class 5 está asimismo colaborando con la Sea Studies Foundation en su multimillonaria serie para National Geographic sobre el sistema de las ciencias de la tierra, Strange Days on the Planet Earth, con Norton como presentador y narrador.
En mayo de 2010, instituyó y registró una organización, denominada Crowdrise que se sustenta a través de una plataforma de redes sociales, estableciendo contacto directo con millones de personas alrededor del planeta, poniendo en práctica el propósito de recaudar fondos para obras de caridad, formando también parte e implicándose en la altruista causa, su esposa Shauna Robertson, el actor Jeffrey T. Wolfe, y Robert Wolfe, atendiendo la función de fundadores comunes.
Apareció en la comedia de televisión ganadora del premio Emmy "Modern Family" en 2010, como un exitoso y miembro ficticio (Izzy LaFontaine) de la banda británica real Spandau Ballet, que triunfó durante los años 80, al implantar en la industria el vanguardista género musical new romantic.
En 2014, Norton interpretó a Mike Shiner, un susceptible actor de Broadway en la comedia negra Birdman o (la inesperada virtud de la ignorancia) y fue nominado para un Premio de la Academia al Mejor Actor de Reparto por el papel.
En 2015 cofundó mano a mano, con el poeta canadiense, y director de Investigación de Tecnología Financiera de la Escuela de Ingeniería de la Universidad Stanford, Daniel Nadler, una compañía con sede en Los Ángeles, presentada bajo el nombre de Entertainment Data OracleInc. (EDO) Encargada de resolver problemas de ingeniería y ciencia de datos que ayudan a los ejecutivos sénior, comerciantes, distribuidores, investigadores, así como a las agencias de publicidad y talento a prosperar en el siglo XXI, clientes que se encuentran en industrias de alto nivel: medios y entretenimiento, y automoción, entre otros. Nadler y Norton reclutaron en el proceso de encumbramiento, a Kevin Krim, el exjefe de digital en la CNBC, para servir como CEO de EDO. Krim explicó que si bien la publicidad lineal en televisión aún representa la mayoría de los presupuestos publicitarios, la efectividad de esos anuncios todavía se mide utilizando "metodologías basadas en encuestas" a la antigua usanza. Hay otras compañías de medición que buscan en línea; Norton dijo que están enfocados en el sentimiento de las redes sociales y otros "proxies débiles" para el comportamiento del consumidor. Hace poco, retrocediendo dos semanas atrás (octubre de 2018) la empresa hizo pública ante los medios, una ventajosa primicia, obtuvieron $12 millones de recaudación. Dejando en segundo plano la culminación alcanzada, en su inicio, a Nadler le surgieron dudas y fue Norton quien le convenció de "tirarse a la piscina, y dar el gran salto" argumentando convenientemente que a ambos les concernía, la aspiración conjunta como creadores que eran, lanzando aparte el siguiente mensaje: "Los estudios y editores de películas, se arriesgan en el talento, en personas creativas como nosotros", dijo Norton. "Queremos que lo hagan bien. Cuanto mejor lo hacen con los dólares que gastan, menos adversos al riesgo se vuelven".

## Crítica
Norton se ha ganado una reputación de ser un perfeccionista, de hecho logró imponer su corte final en American History X. Al director Tony Kaye le llevó más de un año la edición de la película, durante la cual Norton le proporcionó notas. Finalmente, Norton presentó su propia edición de la película, que se alargaba veinte minutos. Kaye repudió la versión de Norton e intentó eliminar su nombre de los créditos, bajo un seudónimo, pero no lo logró.
Norton se enfrentó con el director Brett Ratner mientras filmaban Red Dragon. Norton llegó al set con páginas de guiones reescritos, exigiendo que se filmaran las nuevas escenas, lo que generó disputas con Ratner y los productores de la película.
Durante el rodaje de The Incredible Hulk, Norton reescribió escenas todos los días. En última instancia, Writers Guild of America decidió atribuir el guion únicamente a Zak Penn, quien argumentó que Norton no había cambiado significativamente su guion. Después de finalizar el rodaje, Norton posteriormente se rehusó a hacer promoción para la película.
Llegó hasta sus oídos la oferta de meterse en la piel de Matt Murdock, y su alter ego superheroico, Daredevil. A Norton no le convenció el color del traje que usaría el personaje, y se negó a continuar con el proyecto, haciendo alusión a su tendencia exigente, enfocada en la minuciosidad. Seleccionaron a Ben Affleck como su sucesor.
Algunos fanáticos y críticos han determinado la actuación de Norton en Birdman, como un guiño autorreferencial a su reputación de perfeccionista.

## Vida privada
Edward fue novio de Courtney Love desde 1996 hasta 1999. En 1999 tuvo una breve relación con la actriz Drew Barrymore. Entre el año 1999 y el año 2003 Edward mantuvo una relación con la actriz mexicana Salma Hayek y, por consiguiente, sabe hablar algo de español. En 2005 mantuvo una relación con la actriz Evan Rachel Wood, quien coprotagonizó junto con él Down in the Valley. Después de seis años de noviazgo, Norton y la productora canadiense Shauna Robertson contrajeron matrimonio en 2012. Tienen un hijo nacido en 2013.
Norton ama la música y toca la guitarra. De hecho tocó en varios conciertos que el grupo Hole impartió, banda que lideraba su expareja Courtney Love.
Habla con fluidez japonés, ya que trabajó un tiempo en Osaka. Estudió francés y entiende el español.
Dos de sus grandes pasiones son la fotografía y la lectura. Entre sus escritores favoritos se encuentran Gabriel García Márquez y Ernest Hemingway.
Corriendo el año 1984, Norton y su hermano menor James, acudieron al campamento Pasquaney en las costas de Newfound Lake (New Hampshire, Ohio) y le entregaron un trofeo, que ganó tras interpretar un papel, quedando estupefacto su público, aprobando el resultado. Pasados dos años, regresó al sitio rebosante de firmeza, con el propósito de formar parte del consejo de la institución y dirigir obras teatrales.
Ejerció de camarero para poder subsistir, mientras se presentaba a castings en sus horas libres, y se acercaba a cumplir el sueño de triunfar en la gran pantalla.
Solicitó la licencia de taxista a los veintiún años después de mudarse a la ciudad de Nueva York, pero se la denegaron debido a que no disponía de la edad requerida.
No le agrada el tabaco, en los filmes que abastece la eventualidad de que su personaje fuma, hace un enorme esfuerzo, destacando su grandiosa aptitud de profesionalidad.
Entretanto que se le establecía forma fija al largometraje Frida, la productora Miramax no estuvo contenta con el guion, y no se benefició de más presupuesto con el que costear nuevos borradores. Dadas las enrevesadas circunstancias, Norton, pareja sentimental en aquella etapa de Salma Hayek (actriz que exhibió ante la audiencia cinematográfica con su declamación, los altibajos que la vida de la pintora mexicana sufrió) tomó cartas en el asunto, y a petición de su amada contrayente, volvió a escribir el libreto definitivo, pero la propia empresa se negó a que Edward tuviese su reconocimiento en los títulos de crédito.
Prestó su nombre para recoger fondos y ayudar en la conservación de la Biodiversidad del entorno natural de Tanzania y Kenia. A Norton le impresionó la velocidad de sus arrendatarios, la tribu Masái, pues en diversas ocasiones corrían hasta 40 kilómetros para suministrarse de agua potable. El actor convivió cuatro meses con los Másai e incluso corrió la Maratón de Nueva York, el 1 de noviembre de 2009, en acompañamiento de 30 componentes del colectivo, fomentando el conocimiento acerca de la fundación Maasai Wilderness Conservation. Al equipo de Norton, se unió Alanis Morissette y David Blane. Norton terminó el evento primero entre las celebridades, con un tiempo de 3 horas y 48 minutos, recaudando más de 1 millón de dólares, cantidad que fue íntegramente destinada a los fondos de la fundación.
En enero de 2023, descubrió que es descendiente de John Rolfe y Pocahontas, su duodécima bisabuela.

## Activismo social
Edward Norton ha colaborado con tiempo y dinero para distintas causas sociales y ambientales: entre ellas, la lucha por mejorar el nivel de vida de colectividades afectadas por la pobreza. Es miembro de Enterprise Foundation, empresa sin ánimo de lucro dedicada a mejorar y rehabilitar viviendas destinadas a familias de clase baja en diferentes ciudades del mundo.
También es conocida su ayuda en temas relacionados con el ecologismo y las energías renovables, como el programa "BP Solar Neighbors" que facilita paneles solares que permiten la obtención de energía para los hogares menos favorecidos del este de Los Ángeles.
Ha sido designado Embajador de buena voluntad de la Organización de las Naciones Unidas para la Biodiversidad.

## Filmografía
| Año                    | Película                    | Personaje                                         | Notas                                            |
| ---------------------- | --------------------------- | ------------------------------------------------- | ------------------------------------------------ |
| 1994                   | Only in America!            | Duane / James / Bruno / Eric / Vigilante de Museo | Vídeo de antología educativa                     |
| 1996                   | Las dos caras de la verdad  | Aaron Luke Stampler / Roy                         |                                                  |
| 1996                   | The People vs. Larry Flynt  | Alan Isaacman                                     |                                                  |
| 1996                   | Everyone Says I Love You    | Holden Spence                                     |                                                  |
| 1998                   | American History X          | Derek Vinyard                                     |                                                  |
| 1998                   | Rounders                    | Lester 'Worm' Murphy                              |                                                  |
| 1999                   | Fight Club                  | Jack / El narrador                                |                                                  |
| 2000                   | Keeping the Faith           | Padre Brian Kilkenny Finn                         | Director, productor y guionista                  |
| 2001                   | The Score                   | Jack 'Jackie' Teller / Brian                      |                                                  |
| 2002                   | 25th Hour                   | Montgomery 'Monty' Brogan                         | Productor                                        |
| 2002                   | Death to Smoochy            | Sheldon Mopes / Smoochy el 'Rino'                 |                                                  |
| 2002                   | Frida                       | Nelson Rockefeller                                |                                                  |
| 2002                   | Red Dragon                  | William 'Will' Graham                             |                                                  |
| 2003                   | The Italian Job             | Steve Bendel / Steve Frazelli                     |                                                  |
| 2004                   | After the Sunset            | Él mismo                                          | Cameo (no acreditado)                            |
| 2005                   | Down in the Valley          | Harlan Fairfax Carruthers / Martin 'Marty' Lasset | Productor, y editor                              |
| 2005                   | Kingdom of Heaven           | Rey Balduino IV de Jerusalén                      |                                                  |
| 2006                   | El velo pintado             | Walter Fane                                       | Productor                                        |
| 2006                   | El ilusionista              | Edward Abramowitz / Eisenheim                     |                                                  |
| Al otro lado del mundo | John Curran                 |                                                   |                                                  |
| 2007                   | Brando                      | Él mismo                                          |                                                  |
| 2008                   | Pride and Glory             | Detective Raymond 'Ray' Tierney                   |                                                  |
| 2008                   | The Incredible Hulk         | Dr. Bruce Banner / Hulk                           | Guionista (no acreditado)                        |
| 2009                   | Leaves of Grass             | Bill Kincaid / Brady Kincaid                      |                                                  |
| 2009                   | The Invention of Lying      | Policía de tránsito                               | Cameo                                            |
| 2010                   | Stone                       | Gerald 'Stone' Creeson                            |                                                  |
| 2012                   | Moonrise Kingdom            | Maestro 'Scout' Ward                              |                                                  |
| 2012                   | The Bourne Legacy           | Coronel Eric 'Rick' Byer                          |                                                  |
| 2012                   | El dictador                 | Él mismo                                          | Cameo (no acreditado)                            |
| 2012                   | All in for the 99%          | Él mismo                                          | Cortometraje                                     |
| 2014                   | El Gran Hotel Budapest      | Inspector Albert J. Henckels                      |                                                  |
| 2014                   | Birdman                     | Mike Shiner                                       |                                                  |
| 2016                   | Los hermanos guardianes     | Yu Lei                                            | Voz                                              |
| 2016                   | La fiesta de las salchichas | Sammy Bagel Jr.                                   | Voz                                              |
| 2016                   | Collateral Beauty           | Whit Yardsham                                     |                                                  |
| 2018                   | Isla de perros              | Rex                                               | Voz                                              |
| 2019                   | Alita: Battle Angel         | Nova                                              |                                                  |
| 2019                   | Motherless Brooklyn         | Lionel Essrog                                     | Director, productor, y guionista (posproducción) |
| 2022                   | Glass Onion                 | Miles Bron                                        |                                                  |
| 2023                   | Asteroid City               | Conrad Earp                                       |                                                  |
| 2024                   | A Complete Unknown          | Pete Seeger                                       |                                                  |

### Televisión
- Los Simpson (2000) Devon Bradley (voz) (temporada 12, episodio 255 "The Great Money Caper")
- Modern Family (2009) Izzy LaFontaine (temporada 1, episodio 8 "Grandes Esperanzas")
- Los Simpson (2013) Reverendo Elijah Hooper (voz) (temporada 24, episodio 526 "Pulpit Friction")
- Saturday Night Live (2013) Owen Wilson / Oficial Rosen / Varios / Él mismo - Anfitrión (temporada 39, episodio 4)
- Saturday Night Live (Especial 40 aniversario) (2015) Stefon Meyers (temporada 40, episodio 40)
- Last Week Tonight with John Oliver (2015) Actor de segmento especial ("Infrastructure")
- Comedy Central Roast (of Bruce Willis) (2018) Invitado "Roast Master"

### Plataformas digitales
- Ask the StoryBots (2018) Gary, vendedor de electrónica (temporada 2 "¿Qué es la electricidad?")[30]

### Videoclips musicales
- The Lonely Island - Spring Break Anthem  (2013) Novio homosexual

### Director
- Motherless Brooklyn (2019)
- Más que amigos (2000)

### Guionista
- Motherless Brooklyn (2019)
- The Incredible Hulk (2008) (no acreditado)
- Más que amigos (2000)

### Productor
- Motherless Brooklyn (2019)
- One October (Documental) (2017) (Productor ejecutivo)
- My Own Man (Documental) (2014)
- Documental sobre Obama (Barack Obama: camino hacia el cambio = By the people: the election of Barack Obama) (2009)
- The Painted Veil (2006)
- Down in the Valley (2005)
- Dirty Work (2004) (Productor ejecutivo)
- 25th Hour (2002) (Coproductor)
- Más que amigos (2000)

### Narrador
- Días extraños en el planeta tierra (2005-2009) (4 episodios)
- Bustin Down The Door (2008) (Documental)
- Nature Is Speaking (2014) (Serie de TV corta)

### Créditos musicales
Smoochy 2002
- My Stepdad's Not Mean (He's Just Adjusting)
- Smoochy's Methadone Song
- Smoochy's Magic Jungle Theme
- The Cookie Chant

Everyone Says I Love You 1996
- Just You Just Me
- My Baby Just Cares for Me
- I'm Thru With Love

## Premios y nominaciones
Premios Óscar
| Año  | Categoría              | Película           | Resultado |
| ---- | ---------------------- | ------------------ | --------- |
| 1997 | Mejor actor de reparto | Primal Fear        | Candidato |
| 1999 | Mejor actor            | American History X | Candidato |
| 2015 | Mejor actor de reparto | Birdman            | Candidato |
| 2025 | Mejor actor de reparto | A Complete Unknown | Nominado  |

| Año  | Premio                                               | Categoría                                                 | Resultado | Película                                                           |
| ---- | ---------------------------------------------------- | --------------------------------------------------------- | --------- | ------------------------------------------------------------------ |
| 2025 | BAFTA Awards                                         | Mejor actor de reparto                                    | Nominado  | A Complete Unknown                                                 |
| 2025 | Critics Choice Awards                                | Mejor Actor de reparto                                    | Nominado  | A Complete Unknown                                                 |
| 2025 | Golden Globes                                        | Mejor Actor de reparto                                    | Nominado  | A Complete Unknown                                                 |
| 2025 | Satellite Awards                                     | Mejor Actor de reparto                                    | Nominado  | A Complete Unknown                                                 |
| 2025 | National Society of Film Critics Awards              | Mejor Actor de reparto                                    | Nominado  | A Complete Unknown                                                 |
| 2025 | Online Film Critics Society Awards                   | Mejor Actor de reparto                                    | Nominado  | A Complete Unknown                                                 |
| 2025 | Screen Actors Guild Awards                           | Mejor Actor de reparto                                    | Nominado  | A Complete Unknown                                                 |
| 2024 | Boston Society of Film Critics Awards                | Mejor Actor de reparto                                    | Ganador   | A Complete Unknown                                                 |
| 2024 | Dallas-Fort Worth Film Critics Association Awards    | Mejor Actor de reparto                                    | Nominado  | A Complete Unknown                                                 |
| 2024 | Las Vegas Film Critics Society Awards (Sierra Award) | Mejor Actor de reparto                                    | Nominado  | A Complete Unknown                                                 |
| 2006 | Independent Spirit Awards                            | Mejor actor secundario                                    | Nominado  | The Painted Veil                                                   |
| 2005 | Satellite Awards                                     | Mejor Actor de reparto - Drama                            | Nominado  | Kingdom of Heaven                                                  |
| 2004 | Sant Jordi Awards                                    | Mejor actor extranjero                                    | Ganador   | 25th Hour                                                          |
| 2002 | Obie Award                                           | Mejor funcionamiento por un actor en un off-Broadway play | Ganador   | Burn This                                                          |
| 2000 | Satellite Awards                                     | Mejor Actor - Comedia/Musical                             | Nominado  | Keeping the Faith                                                  |
| 2000 | Street Film Festival, Milán                          | Mejor película                                            | Ganador   | Keeping the Faith                                                  |
| 2000 | MTV Movie Awards                                     | Mejor lucha                                               | Nominado  | Fight Club                                                         |
| 2000 | Online Film Critics Society Awards                   | Mejor actor                                               | Nominado  | Fight Club                                                         |
| 2001 | Blockbuster Entertainment Awards                     | Mejor equipo de acción (con Brad Pitt)                    | Nominado  | Fight Club                                                         |
| 1998 | Satellite Awards                                     | Mejor Actor - Drama                                       | Ganador   | American History X                                                 |
| 1998 | Southeastern Film Critics Association Awards         | Mejor actor                                               | Ganador   | American History X                                                 |
| 1998 | Online Film Critics Society Awards                   | Mejor actor                                               | Nominado  | American History X                                                 |
| 1998 | Chlotrudis Awards                                    | Mejor Actor                                               | Nominado  | American History X                                                 |
| 1998 | Chicago Film Critics Association Awards              | Mejor actor                                               | Nominado  | American History X                                                 |
| 1998 | Academy of Science Fiction, Fantasy & Horror Films   | Mejor actor                                               | Nominado  | American History X                                                 |
| 1997 | Southeastern Film Critics Association Awards         | Mejor actor                                               | Ganador   | Primal Fear                                                        |
| 1997 | Kansas City Film Critics Circle Awards               | Mejor actor                                               | Ganador   | Primal Fear                                                        |
| 1997 | MTV Movie Awards                                     | Best Villain                                              | Nominado  | Primal Fear                                                        |
| 1997 | Academy of Science Fiction, Fantasy & Horror Films   | Mejor actor                                               | Nominado  | Primal Fear                                                        |
| 1997 | BAFTA Awards                                         | Mejor funcionamiento en un actor por papel principal      | Nominado  | Primal Fear                                                        |
| 1997 | Golden Globes                                        | Mejor funcionamiento en un actor por papel principal      | Ganador   | Primal Fear                                                        |
| 1997 | Chicago Film Critics Association Awards              | Actor más prometedor                                      | Ganador   | Primal Fear, The People vs. Larry Flynt y Everyone Says I Love You |
| 1997 | Florida Film Critics Circle Awards                   | Mejor actor                                               | Ganador   | Primal Fear, The People vs. Larry Flynt y Everyone Says I Love You |
| 1996 | Boston Society of Film Critics Awards                | Mejor actor                                               | Ganador   | Primal Fear, The People vs. Larry Flynt y Everyone Says I Love You |
| 1996 | Los Angeles Film Critics Association Awards          | Mejor actor                                               | Ganador   | Primal Fear, The People vs. Larry Flynt y Everyone Says I Love You |
| 1996 | National Board of Review                             | Mejor actor                                               | Ganador   | Everyone Says I Love You                                           |
| 1996 | Society of Texas Film Critics Awards                 | Mejor actor                                               | Ganador   | Primal Fear y The People vs. Larry Flynt                           |

## Salario
- The Italian Job (2003): $8,000,000
- 25th Hour (2003): $500,000
- Red Dragon (2003): $8,000,000
- Smoochy (2003): $8,000,000
- The Score (2003): $6,600,000
- Primal Fear (1997): $60,000